# 富蘭克林鎮區 (密歇根州萊納維縣)
富蘭克林鎮區（英語：Franklin Township）是位於美國密歇根州萊納維縣的一個行政鎮區。

## 地方資料
富蘭克林鎮區的面積為101.80平方千米，當中陸地面積為99.70平方千米，而水域面積為2.10平方千米。根據2020年美國人口普查的數據，當地共有人口3063人，而人口密度為每平方千米30.09人。